# Кожино (деревня, Рузский городской округ)
Кожино — деревня в Рузском районе Московской области России, входит в состав сельского поселения Дороховское.
Деревня расположена в центральной части района, в 9 километрах к югу от Рузы, на правом берегу Москва-реки, высота центра над уровнем моря 170 м. На юге деревня срослась с одноимённым посёлком, на востоке, практически вплотную, примыкает деревня Старониколаево.
Впервые, как село Кожино, вотчина Ивана Маркова, сына Поздеева, упоминается в 1646 году. При нём была построена деревянная церковь Воскресения Христова, и тогда Кожино стало называться Воскресенским. Затем оно осталось за вдовой Марфой Поздеевой с детьми Петром и Борисом. В 1682 году село принадлежало боярину Григорию Никифоровичу Собакину, а после его смерти перешло к его сыну Михаилу, который продал его Ивану Максимовичу Языкову. К его сыну, окольничему Семёну Ивановичу, село перешло в 1699 году, а в 1701 году его владелицей стала вдова Авдотья Ивановна Языкова. В Патриаршем Казенном приказе производилось дело по прошению Авдотьи Языковой, поданному в Приказ в августе 1703 года «о постройке к церкви Воскресения Христова в селе Воскресенском Рузского уезда вновь округлого олтаря, который был прежде срублен клетцки по старинному». В 1715 году селом владел стольник князь Пётр Александрович Кардадинов, а в 1762 году — князь Николай Сергеевич Долгоруков.
Население 22 человека на 2006 год, в деревне числится 1 улица — Заячьи хутора, на окраине — действующая церковь Воскресения Словущего, 1842 года постройки.
До 2006 года Кожино входило в состав Старониколаевского сельского округа.